# Донський рубль
Донський рубль — грошові знаки Ростовської-на-Дону контори Державного банку, що випускалися в 1918-1920 роках.

## Історія
Після Жовтневої революції надходження готівки в Область Війська Донського припинилося. 29 грудня 1917 року Донський Військовий уряд ухвалив рішення про випуск грошових знаків. Була створена Експедиція по виготовленню грошових бланків, незабаром перейменована в Експедицію із виготовлення грошових знаків. 16 лютого 1918 року почався випуск знаків в обіг.
Донська радянська республіка, створена в березні 1918 року, продовжила випуск грошових знаків. У травні 1918 року влада знову змінилася. Уряд Всевеликого Війська Донського, який також потребував грошових коштів, розширив Експедицію. У жовтні 1918 року за угодою отамана Краснова з генералом Денікіним було збільшено емісійне право Ростовської контори Держбанку з 300 до 600 мільйонів рублів. Частина грошей надходила в розпорядження Добровольчої армії. Робочий день Експедиції (перейменованої в Експедицію виготовлення грошових знаків) був збільшений із 15 до 18 годин на добу, в неділю - 12 годин.
Восени 1918 року в Новочеркаську була створена Експедиція заготовлення цінних бланків. Вона друкувала 5%-ві зобов'язання Всевеликого Війська Донського. Використовувати їх за призначенням не вдалося, було вирішено використовувати зобов'язання в якості грошей.
У лютому 1919 року північна частина Дона була зайнята Червоною армією. 16 лютого 1919 року революційна військова рада 10-ї армії видала наказ, що забороняв використання донських грошових знаків. 16 березня того ж року новим наказом було дозволено використання 10- і 25-рублевих купюр, як випущених Донською республікою. Використання інших купюр як і раніше було заборонено.
27 січня 1919 року обсяг дозволеної емісії був знову збільшений Комісією законодавчих припущень Військового Кола. Це було пов'язано з тим, що донський рубль остаточно став єдиною валютою білого Півдня. Виготовлення грошових знаків виконувалося обома експедиціями.
Область поширення донського рубля поступово розширювалася. У момент найбільших успіхів білої армії донський рубль використовувався від Бессарабії на заході, до Туркестану на сході, від Грузії на півдні до Орла та Курська на півночі. У Ашхабадській області за один донський рубль давали 10 місцевих. У серпні-вересні 1919 року почалося виготовлення донських рублів за межами Донської області - в Новоросійську, Катеринодарі і Києві, пізніше - у Феодосії.
У січні 1920 року більшовики, які зайняли Ростов відновили роботу Експедиції і випуск донських грошових знаків.
2 липня 1920 року донські і добровольчі грошові знаки вилучено з обігу в Донської області та на Північному Кавказі. У Криму вони використовувалися в обігу до кінця 1920 року.

## Банкноти
Випускалися купюри наступних номіналів:
- 20 копійок - без назви, б / р;
- 50 копійок - квиток, б / р;
- 1 рубль - грошовий знак, 1918;
- 3 рубля - грошовий знак, 1918;
- 5 рублів - грошовий знак, 1918;
- 10 рублів - грошовий знак, 1918;
- 25 рублів - грошовий знак, 1918;
- 50 рублів - грошовий знак, 1919;
- 100 рублів - грошовий знак, 1918;
- 100 рублів - грошовий знак, 1919;
- 250 рублів - грошовий знак, 1919;
- 500 рублів - грошовий знак, 1918;
- 1000 рублів - грошовий знак, 1919;
- 5000 рублів - грошовий знак, 1919.

Існують різновиди знаків за кольором, деталей малюнка, складом паперу .
5%-ві короткострокові зобов'язання випускалися номіналами в 500, 1000, 5000, 10 000, 50 000 рублів. Відомі зобов'язання чотирьох термінів: 1 січня, 1 квітня, 1 липня і 1 жовтня, а також з акцептами різних відділень Державного банку .

## Галерея

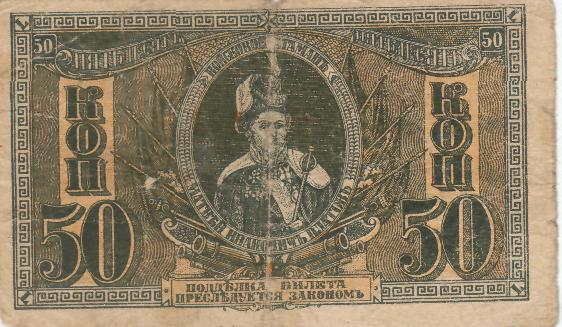
50 копійокк. Аверс. 1918.
1, 3 і 25 руб. Аверс. 1918.
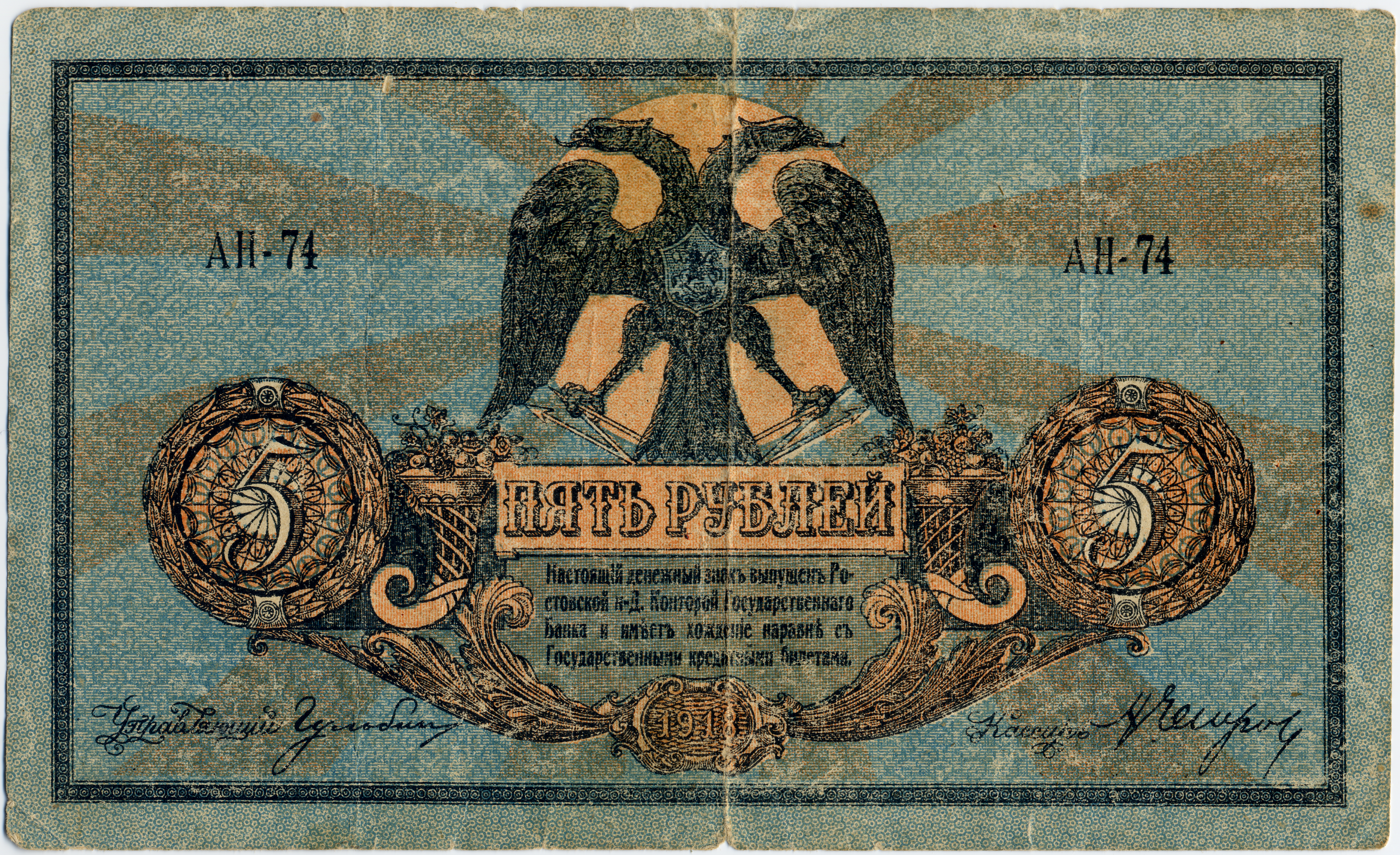
5 руб. Аверс. 1918.
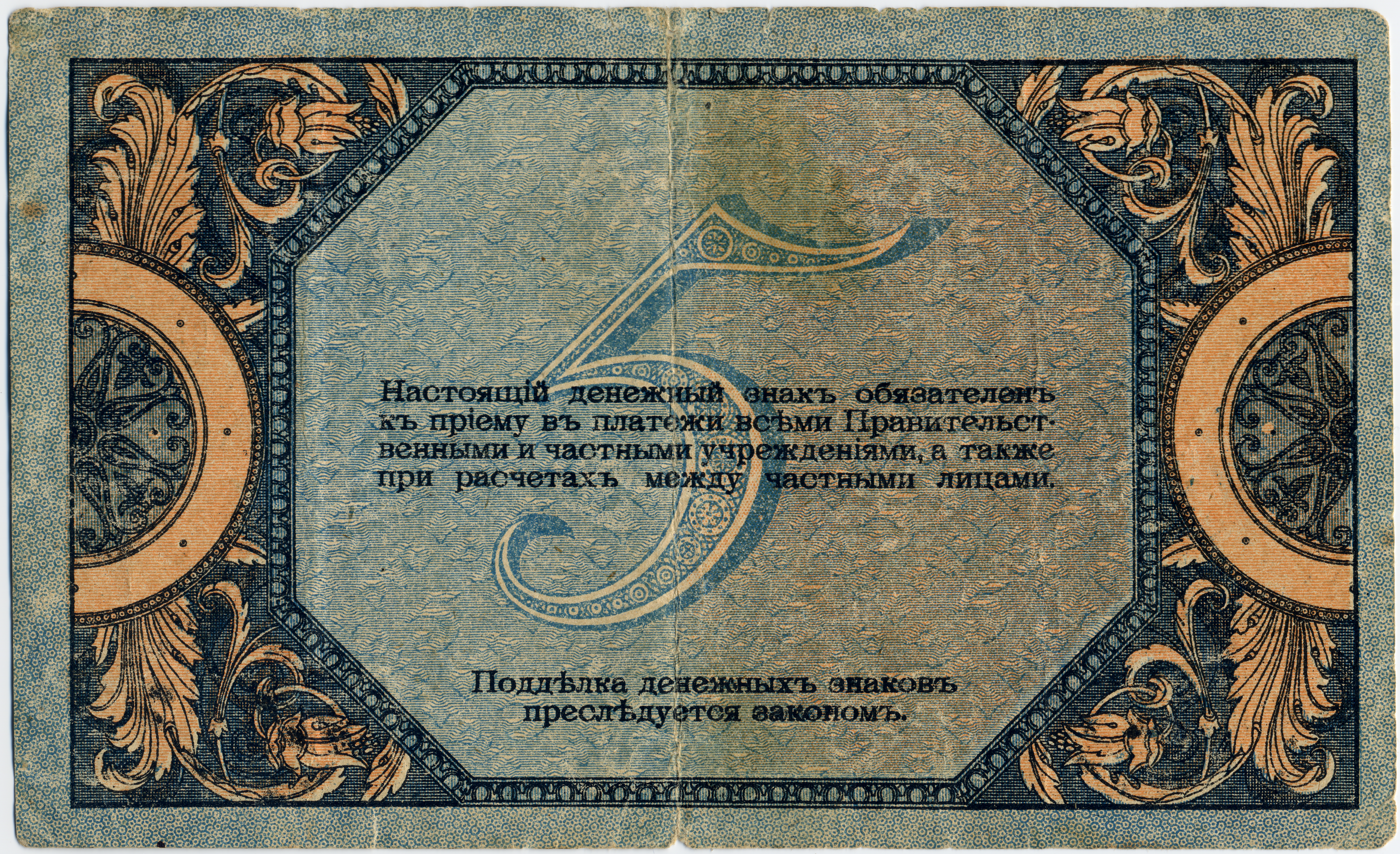
5 руб. Реверс. 1918.
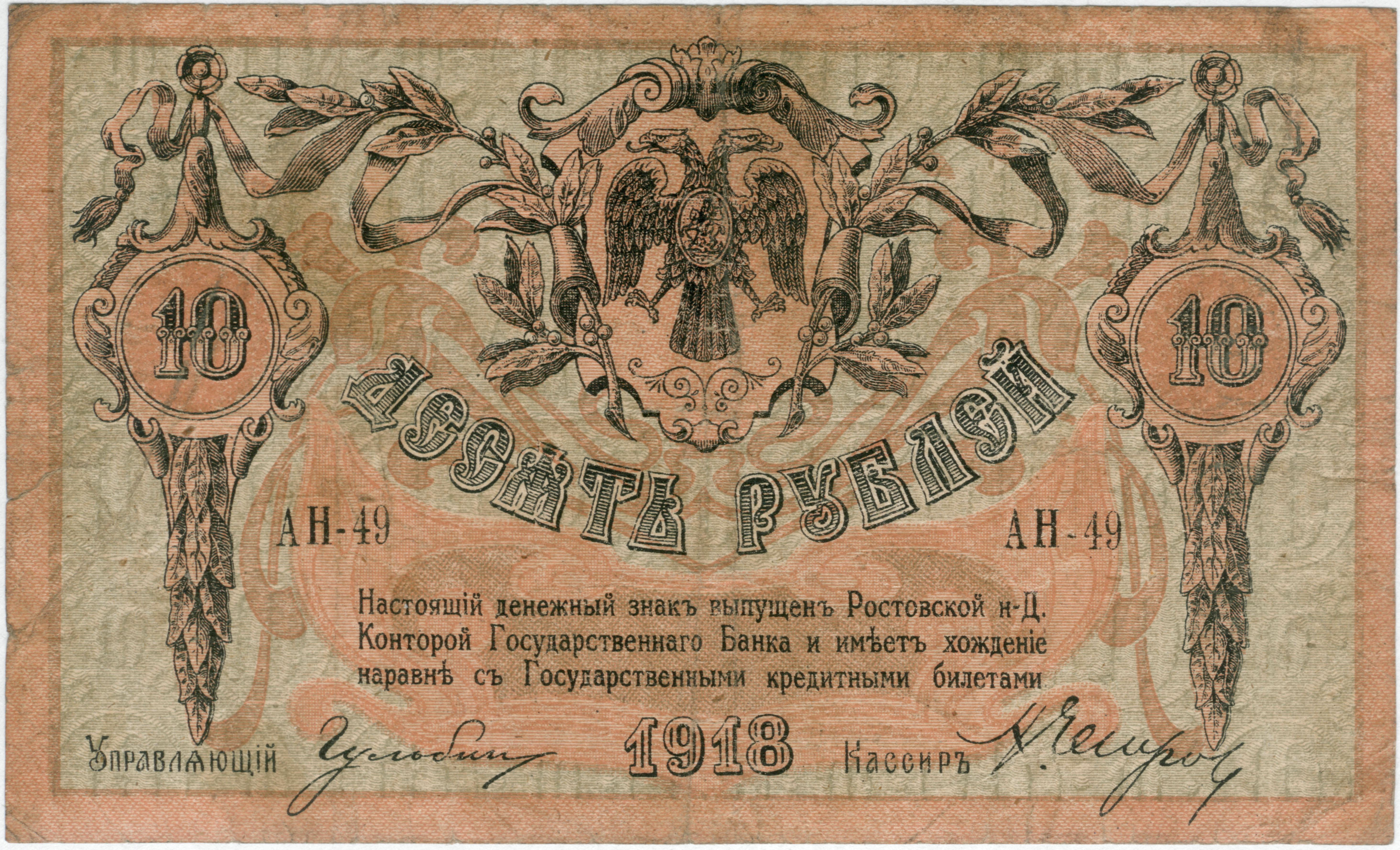
10 руб. Аверс. 1918.
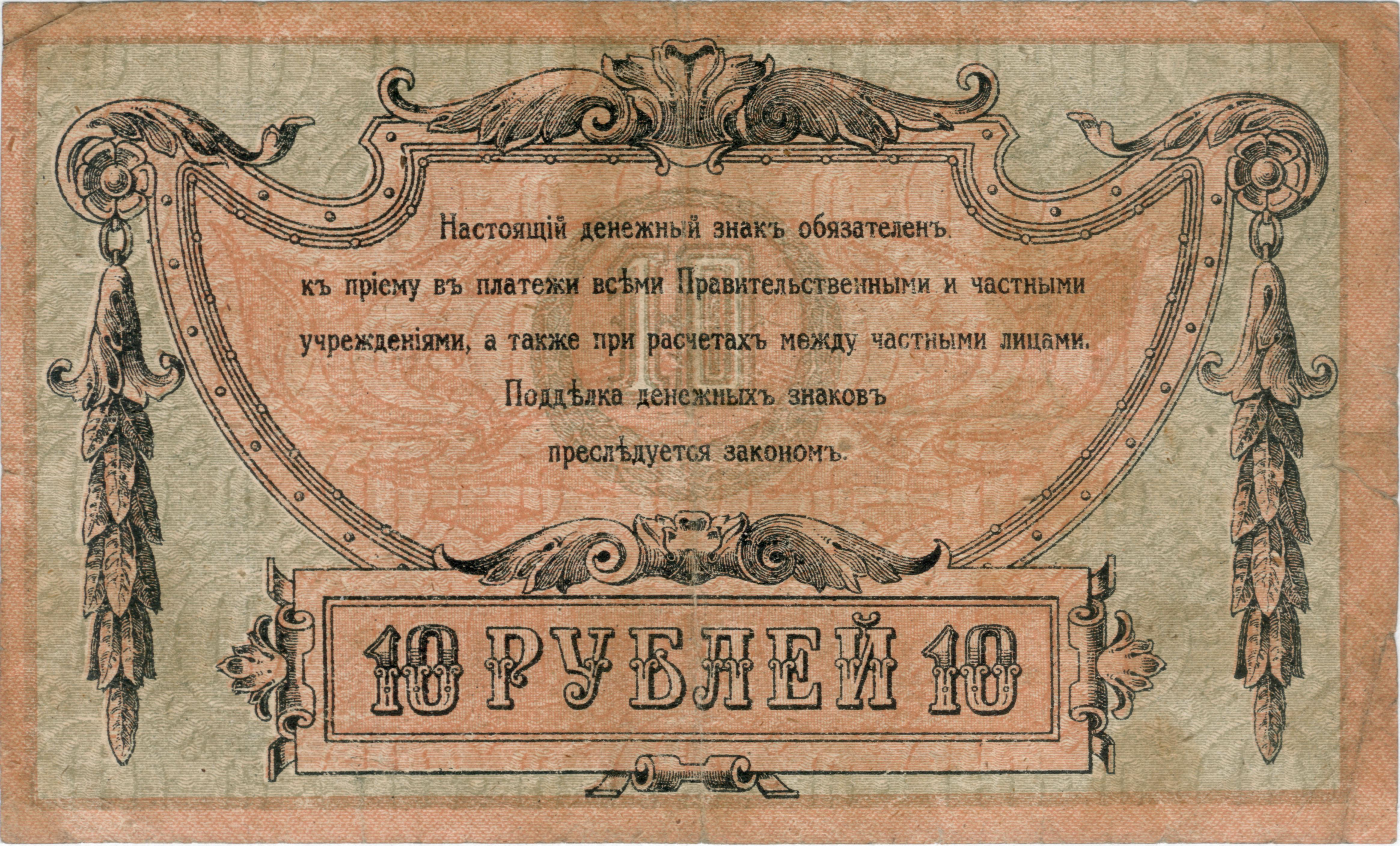
10 руб. Реверс. 1918.
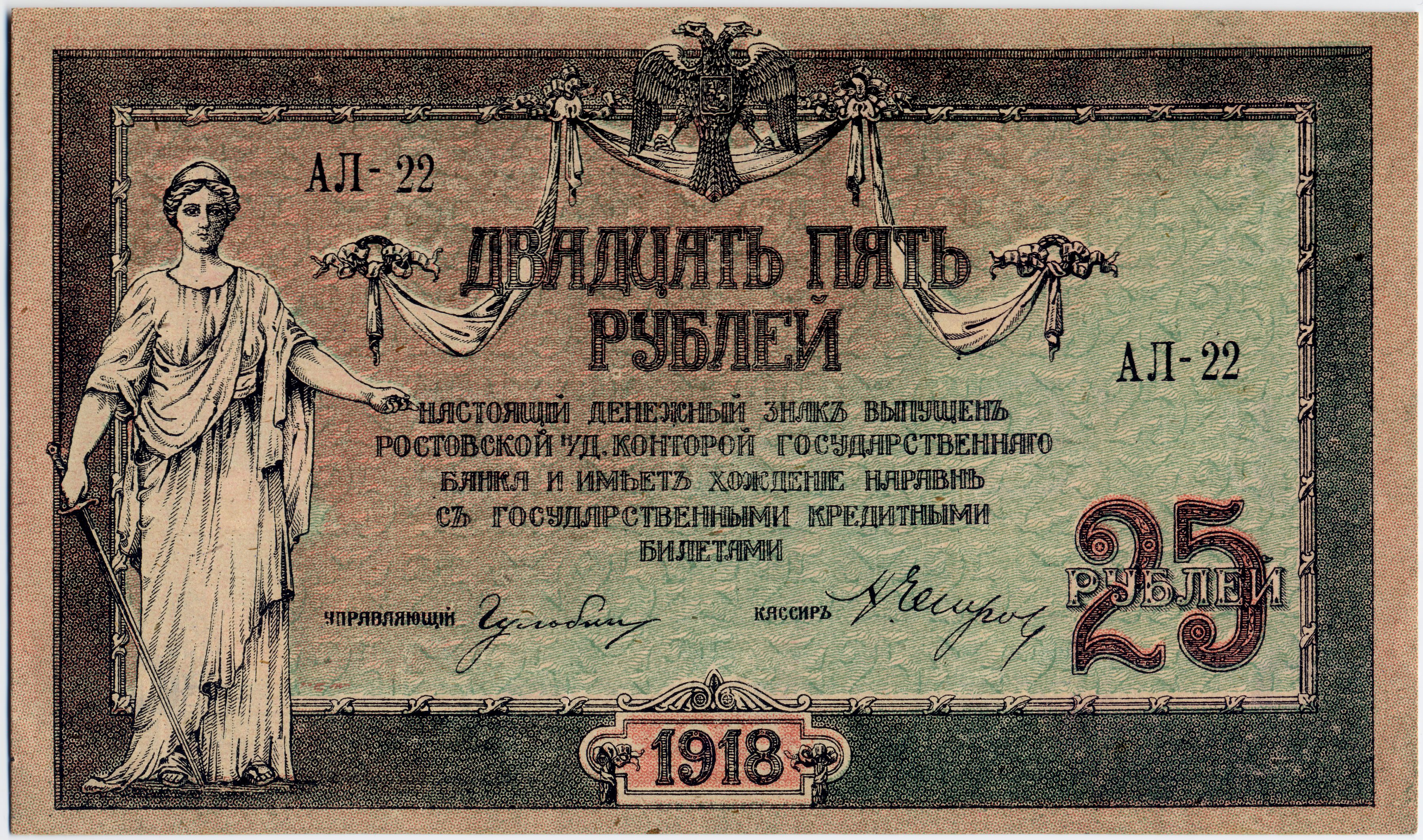
25 руб. Аверс. 1918.
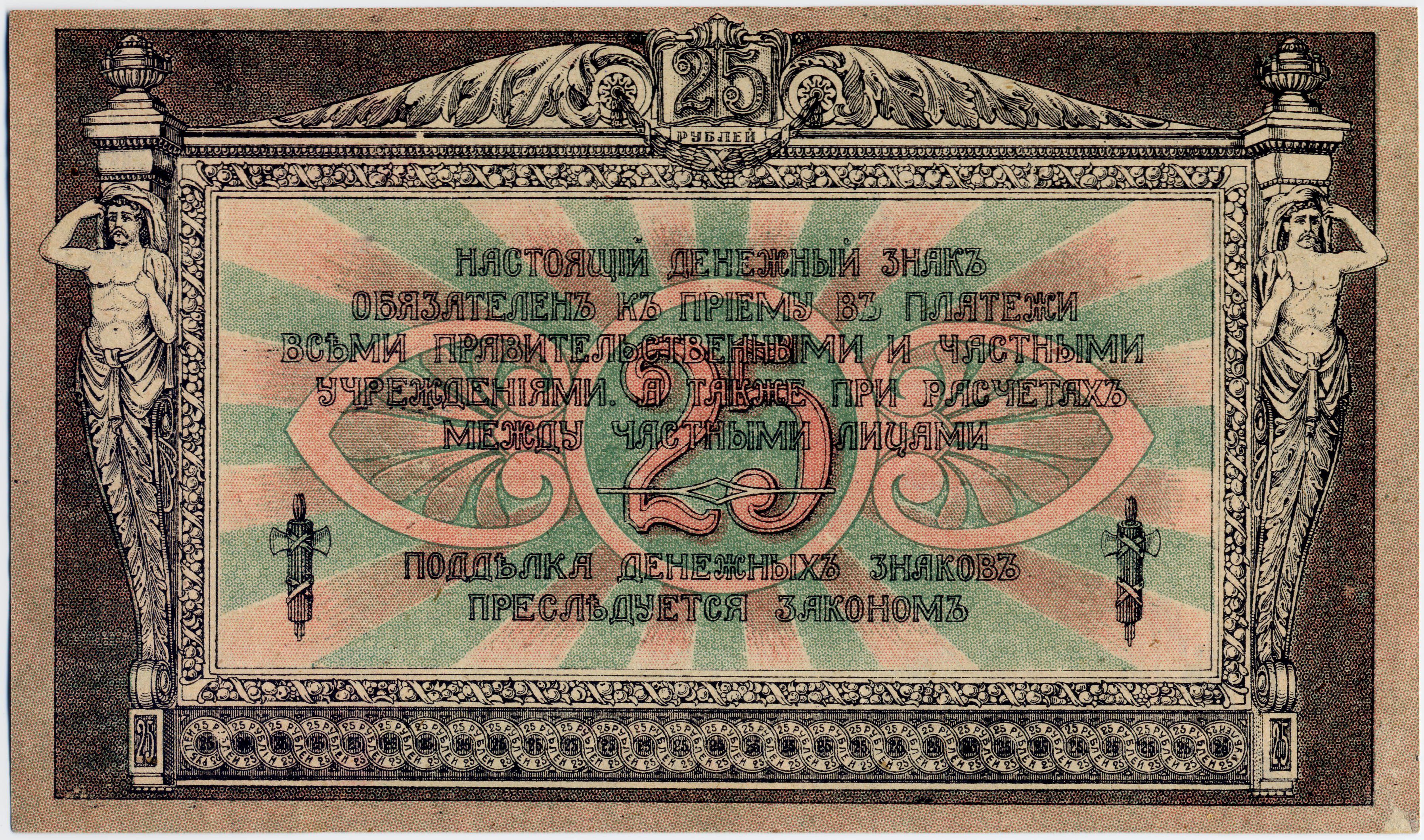
25 руб. Реверс. 1918.
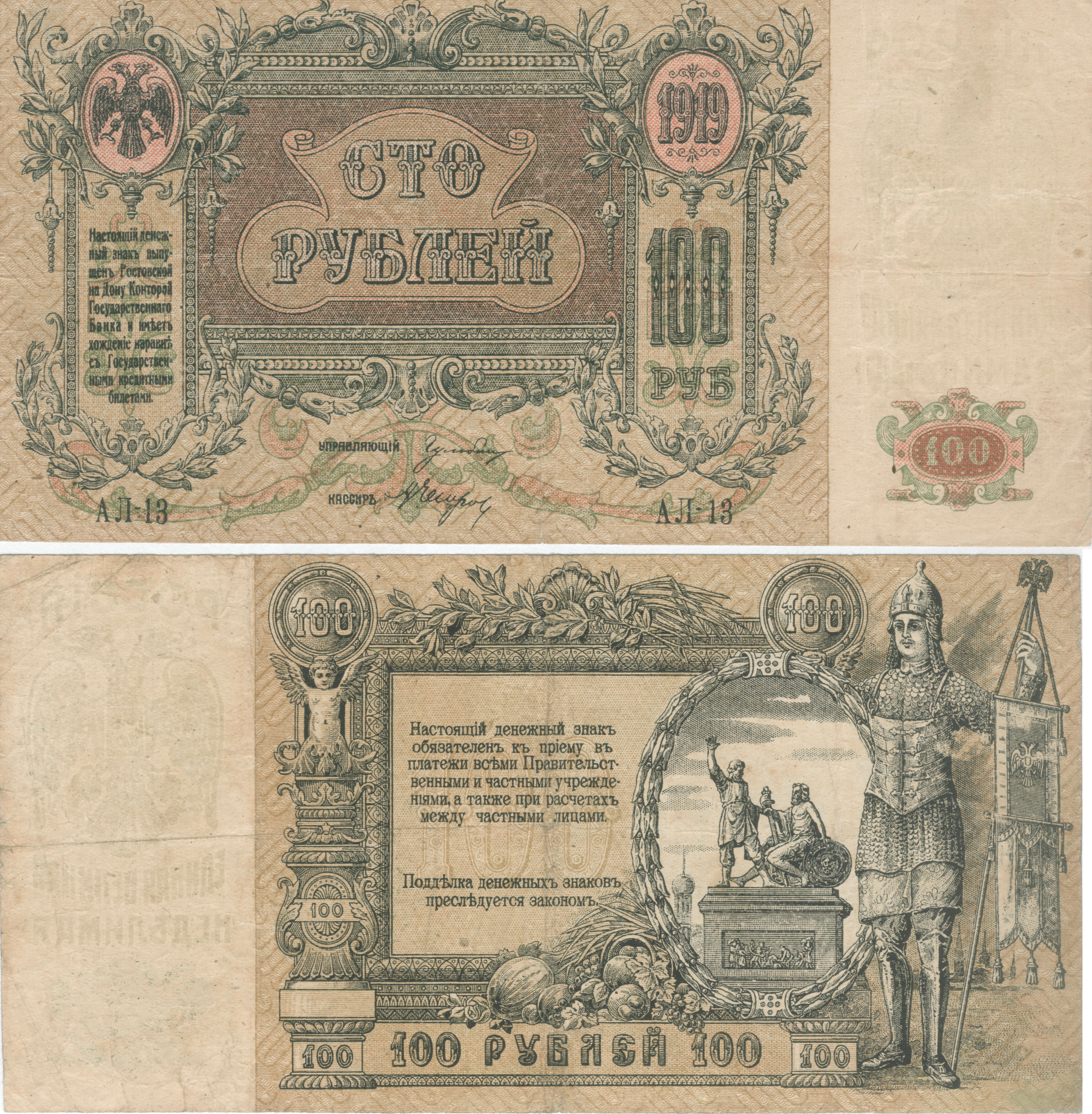
100 руб. Аверс, реверс із зображенням Мініна та Пожарського. 1919.
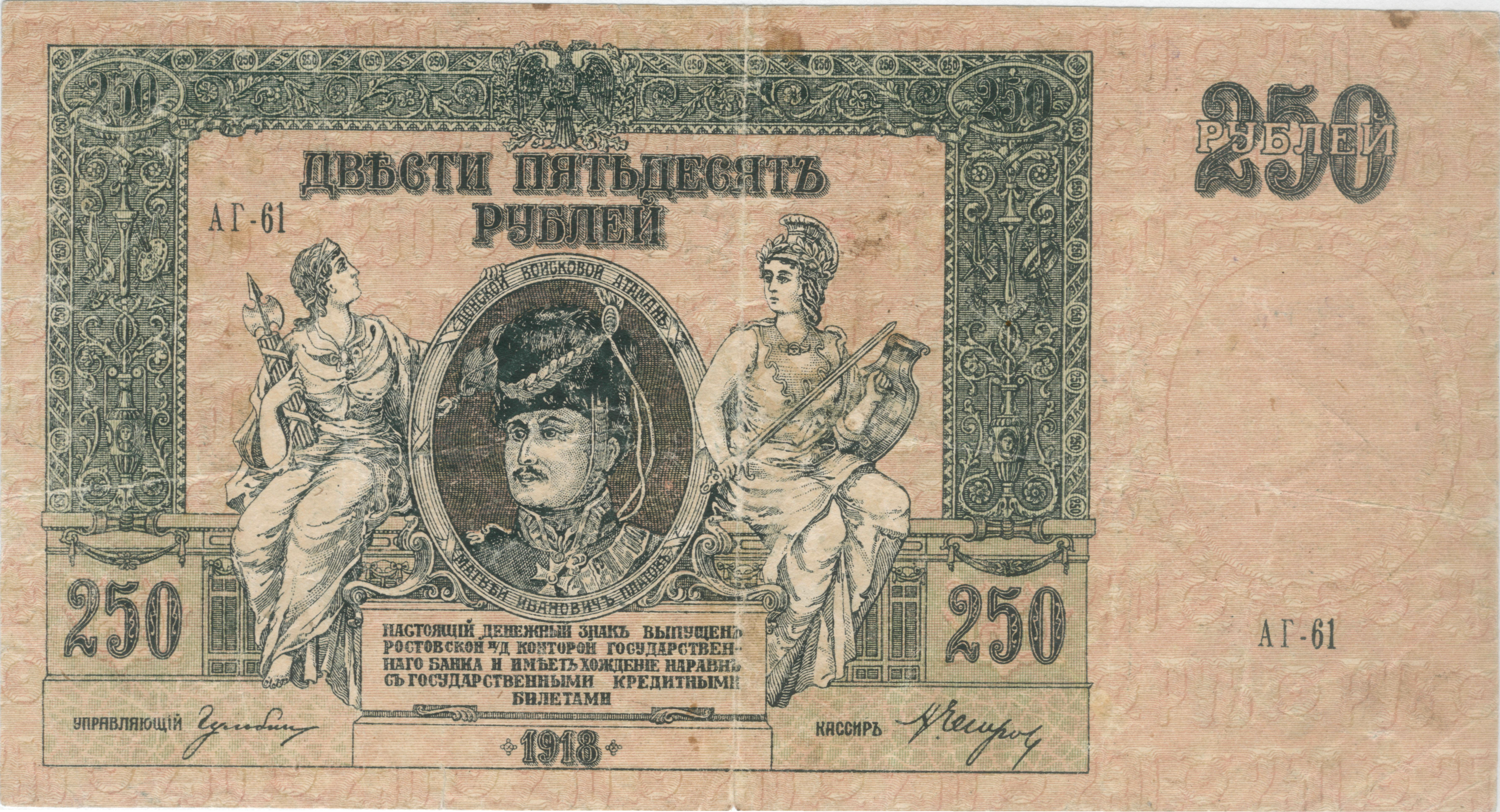
250 руб. Аверс із зображенням отамана Платова. 1919.
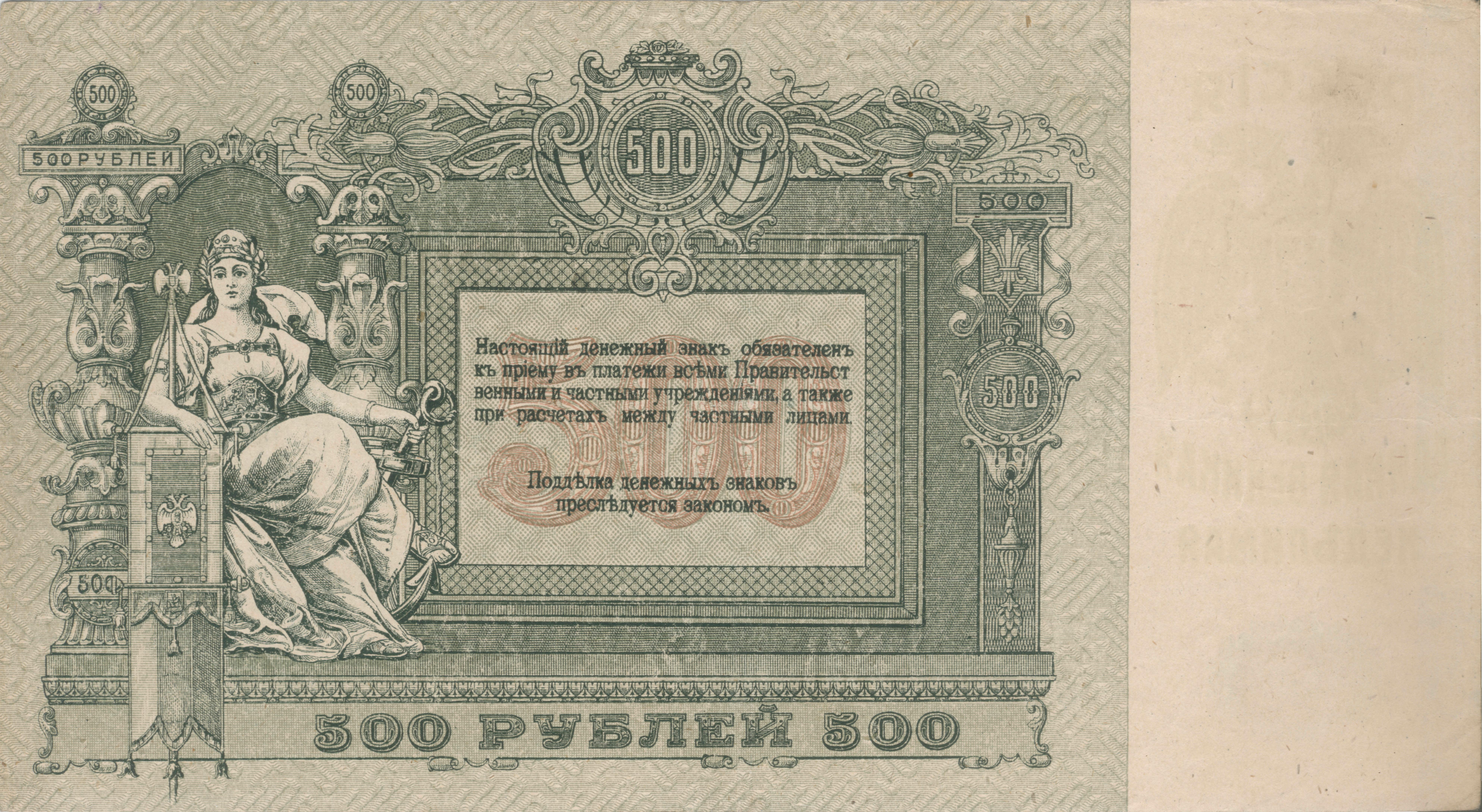
500 руб. Аверс. Зображення: Россия единая великая неделимая.  1918.
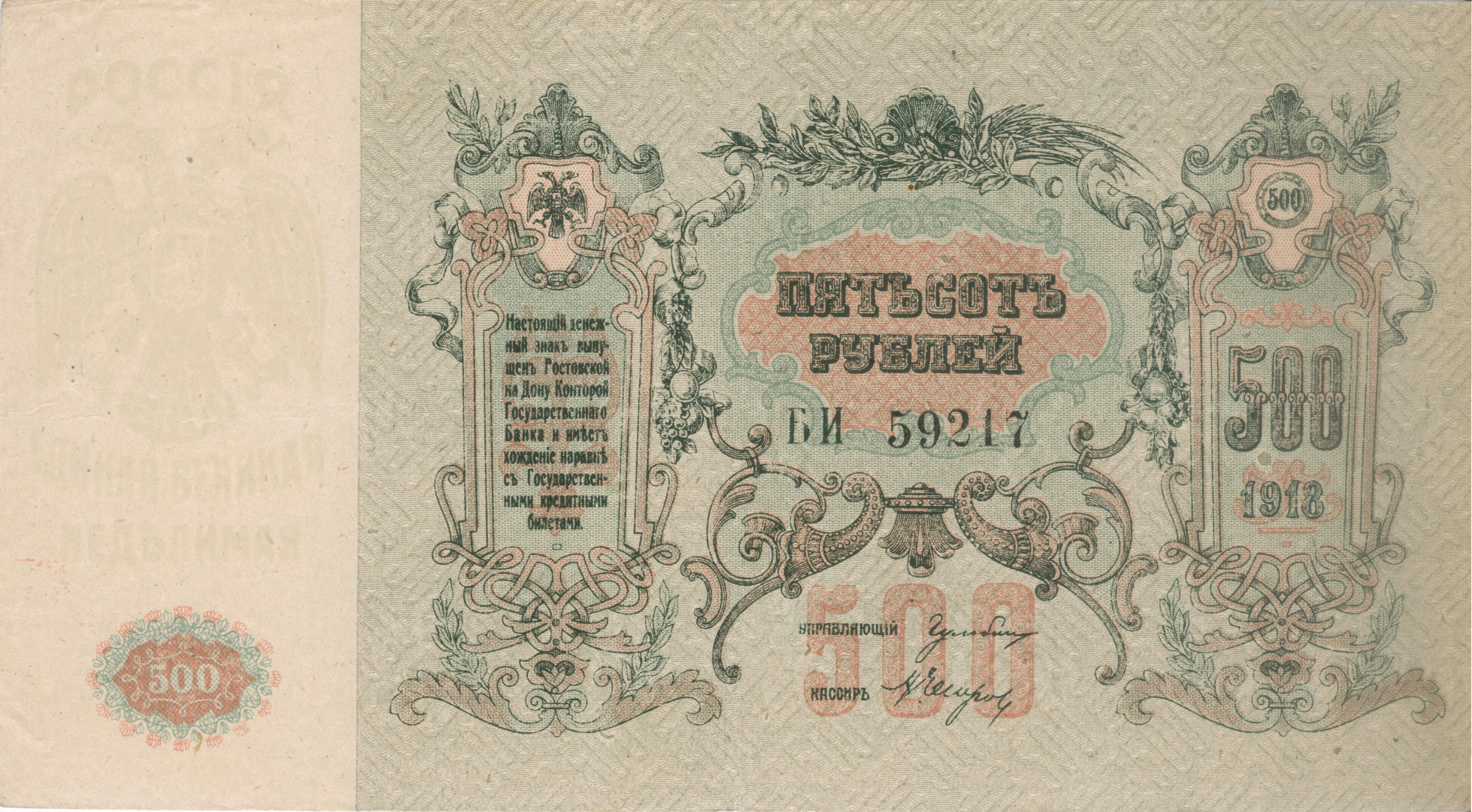
500 руб. Реверс. 1918.
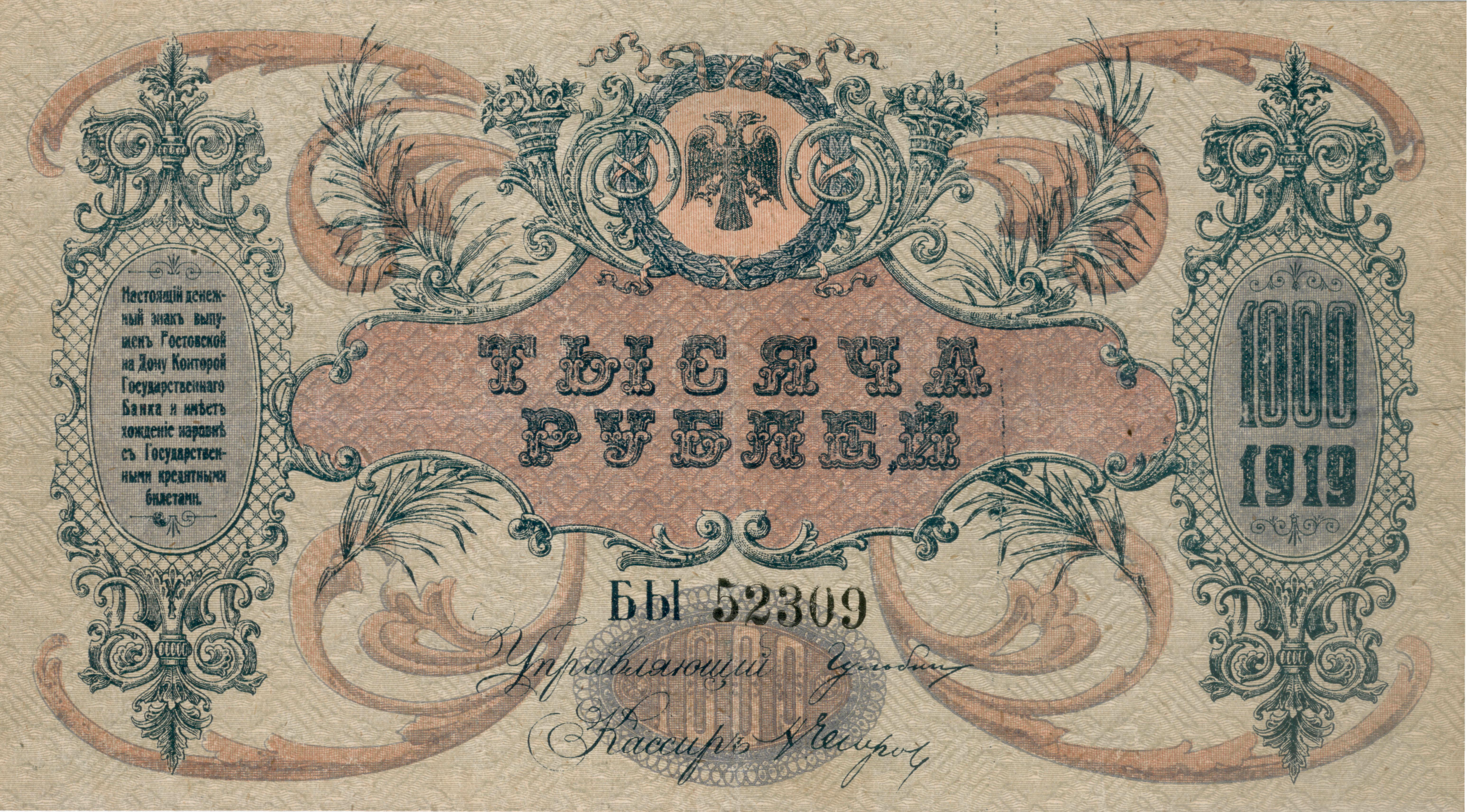
1000 руб. Аверс. 1919.
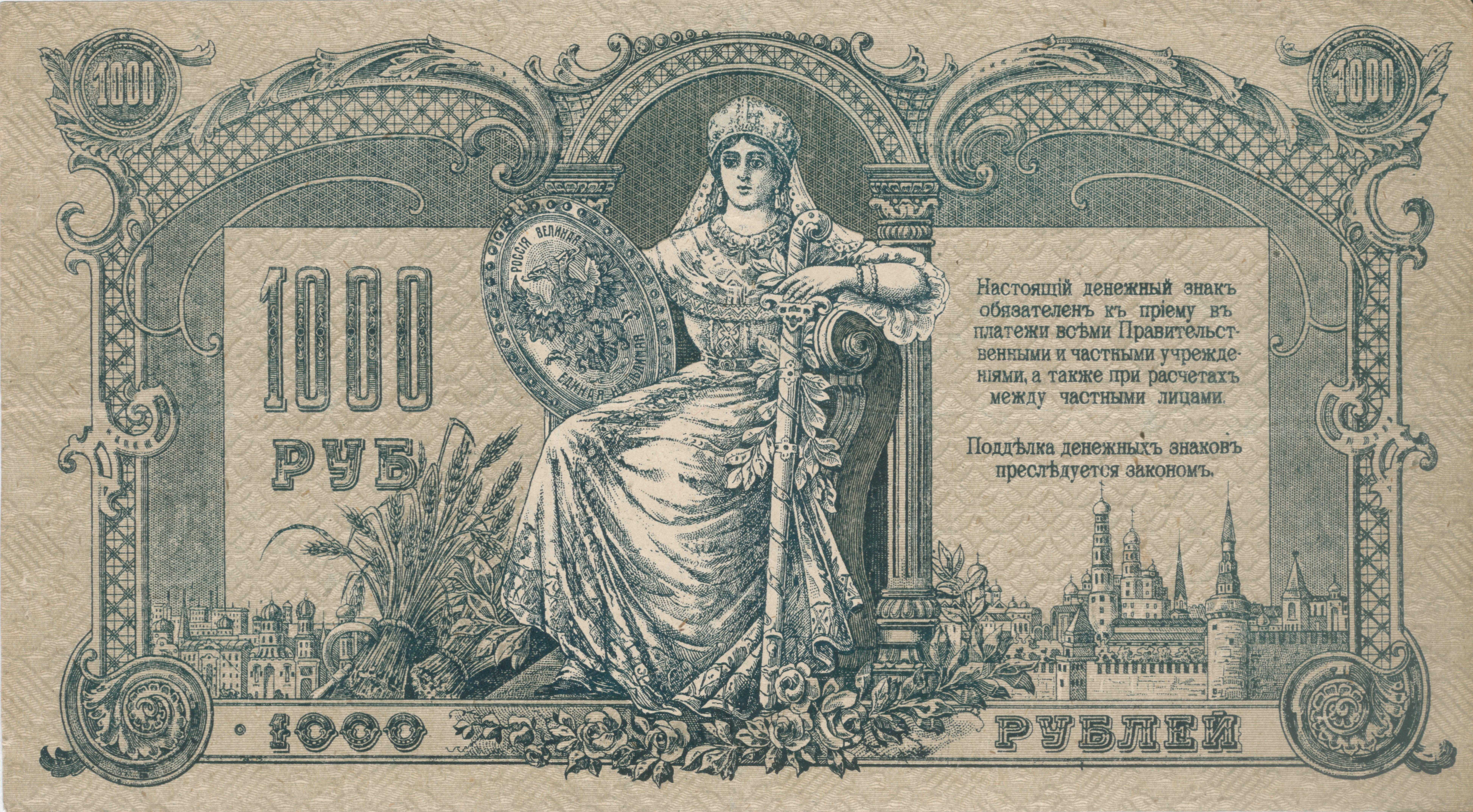
1000 руб. Реверс. 1919.
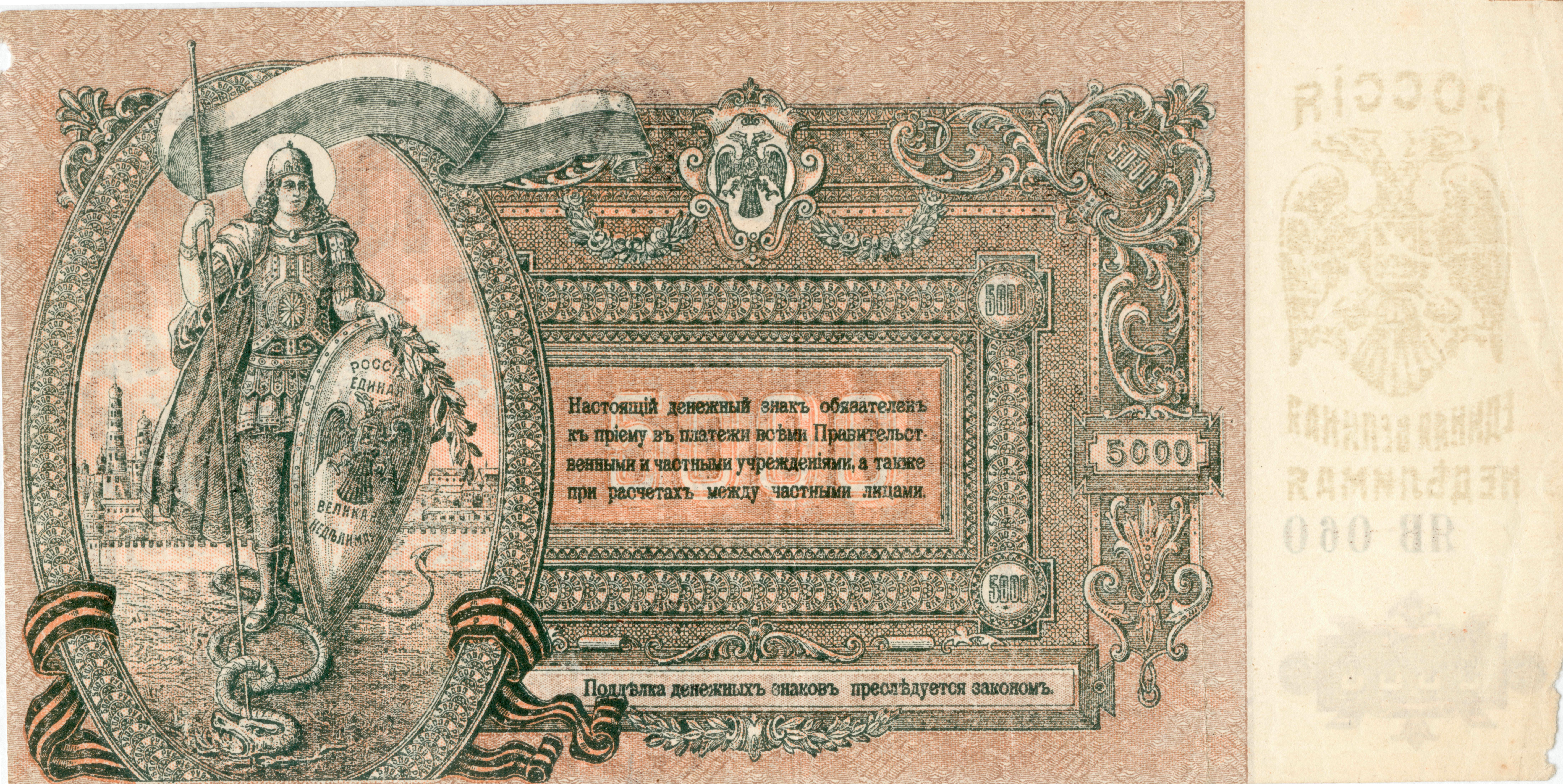
5000 руб. Аверс. 1919.
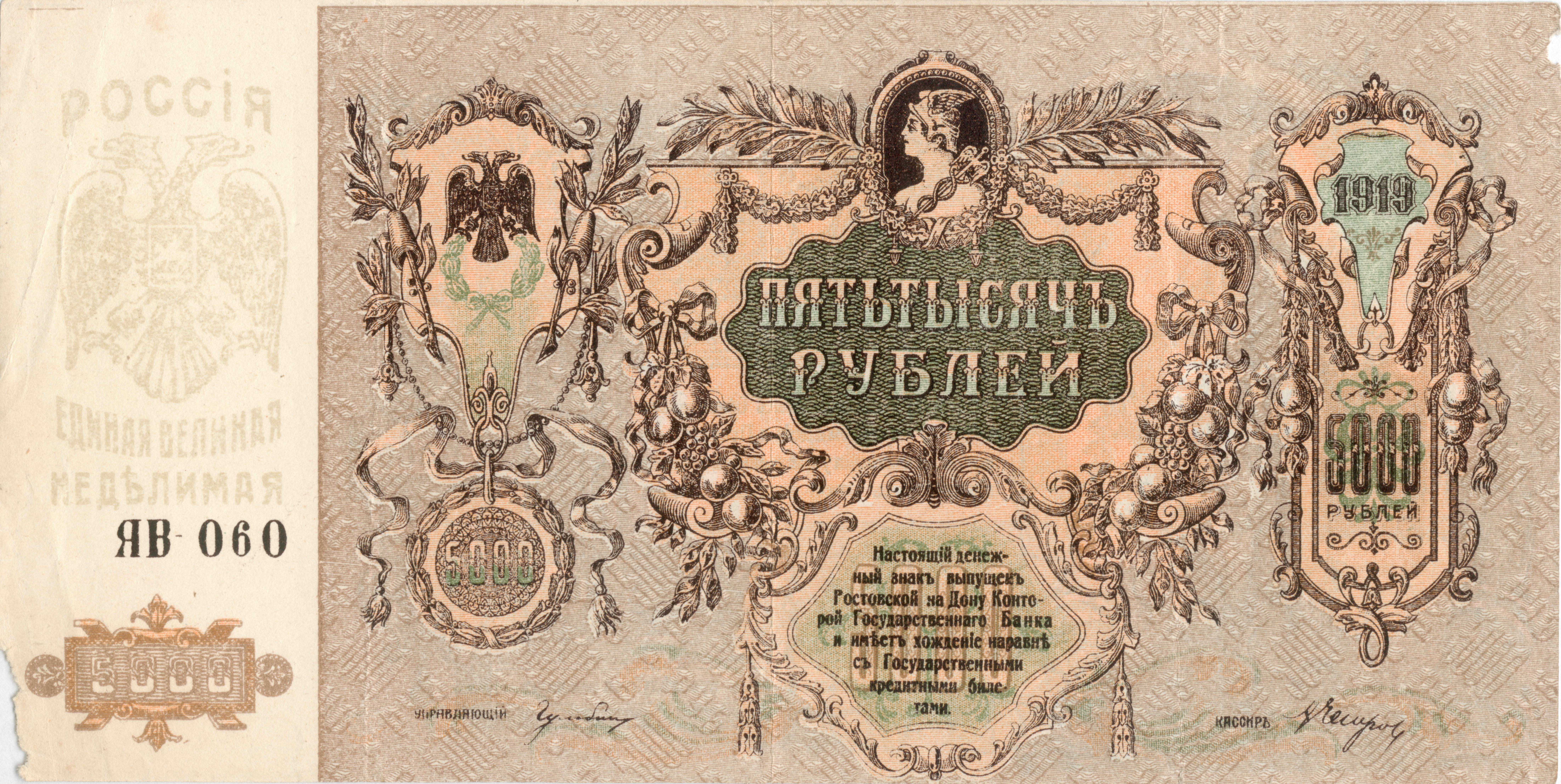
5000 руб. Реверс. Водяний знак: Россия единая великая неделимая.1919.